# ジレラ・ランナー

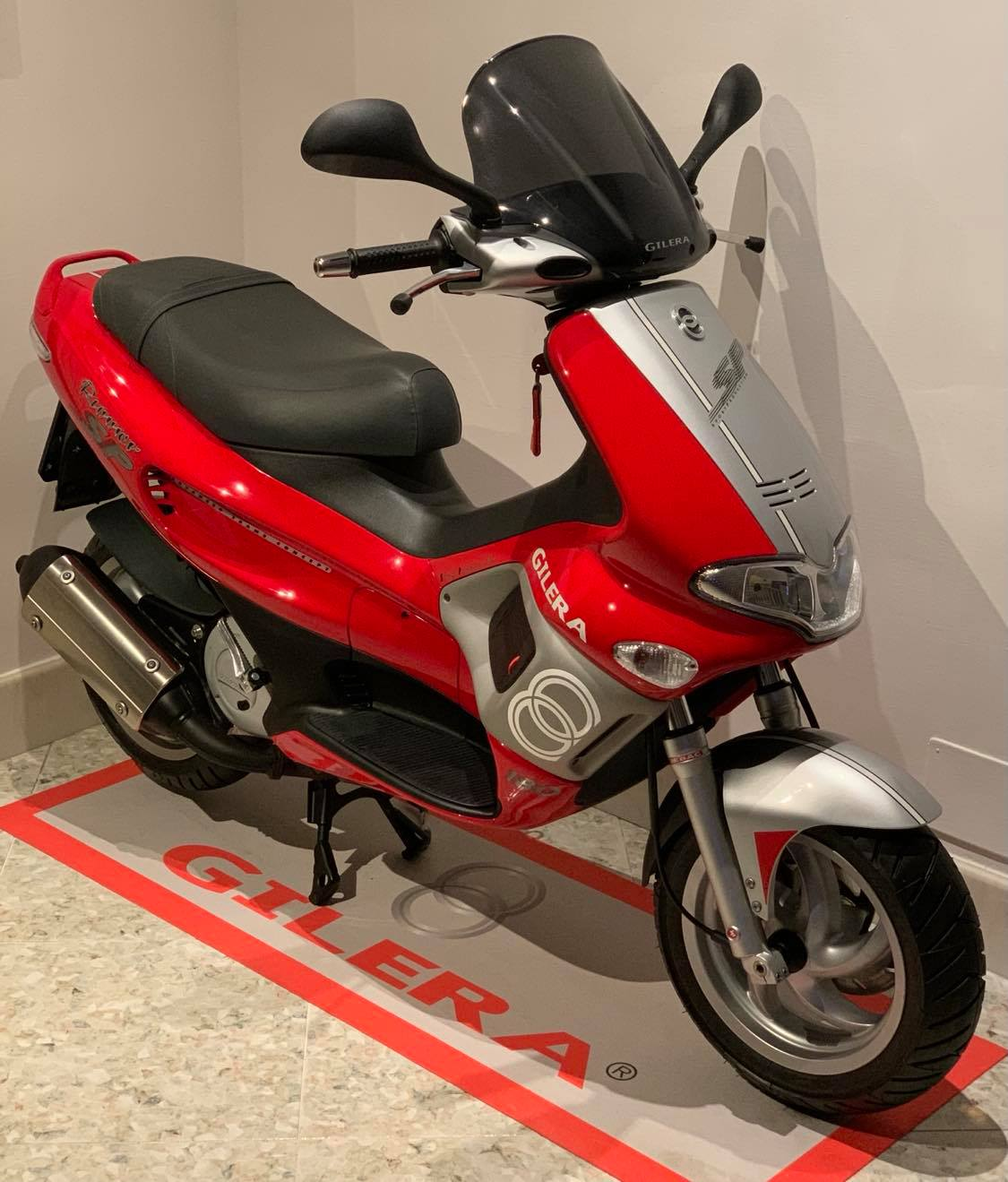
FXR180SP

ランナー (Runner ) はジレラが生産しているスクータータイプのオートバイの名称である。排気量は50、125、180、200の4車種である。車体デザインはマラベーゼデザインが担当している。

## モデル一覧

### ランナー50 / 50DD / 50SP / プレジェット50 / シモンセリ50SP
1997年にヨーロッパで50ccが発売されたが、当時の法律で最高速度が28mph(45km/h)に制限されていた。1998年に50ccモデルを一新し、後輪ディスクブレーキを採用した50DDが発売された。カラースキームを変更した50SPも発売された。2003年には低排出ガスを備えたプレジェット50も発売された。50ccで現在、2ストロークは50SPとシモンセリ50SPのみである。

### ランナー125FX / 125SP
1998年には50ccと同じ形をした125FXが発売された。1999年にはSPモデルとしても発売された。FX(FXR)とSPの大きな違いとしてFXはスパークプラグと後輪ディスクドラムブレーキの近くに9リットルガソリンタンクとバッテリーを収納できることである。SPは12リットルガソリンタンクとバッテリーを後輪ディスクブレーキの下に収納できる。

### FXR180
1999年にFXR180は200cc4ストロークの新型を含むランナー全車種の中で最速の85mph(137km/h)を記録している。高いパフォーマンスと優れた運転性能が評価されたが、燃料消費量(燃費)が悪い。